# Ragusa
Ragusa (italijansko: [raˈɡuːza], sicilsko Rausa [rraˈuːsa], latinsko Ragusia) je mesto in občina  z okoli 75.000 prebivalci v deželi Siciliji v južni Italiji. Je glavno mesto pokrajine Ragusa na otoku Sicilija. Mesto je zgrajeno na širokem apnenčastem griču med dvema globokima dolinama, Cava San Leonardo in Cava Santa Domenica. Skupaj s sedmimi drugimi mesti v Val di Noto je del Unescove svetovne dediščine.

## Zgodovina
Izvor Raguse je mogoče najti v 2. tisočletju pred našim štetjem, ko je bilo na tem območju več naselij Sikulcev. Sedanje okrožje Ragusa Ibla je bilo opredeljeno kot Hybla Heraea (grško Ὕβλα Ἡραία ali Ὕβλα Ἥρα).
Antično mesto, ki stoji na 300 metrov visokem griču, je prišlo v stik z bližnjimi grškimi kolonijami, rastlo pa je po zaslugi bližnjega pristanišča Camerina (sodobni Santa Croce Camerina). Po kratkem obdobju nadvlade Kartagine je padla v roke Rimljanov in nato Bizantincev, ki so mesto utrdili in zgradili velik grad. Raguso so zasedli Arabci leta 848 našega štetja in je ostala pod njihovo oblastjo do 11. stoletja, ko so jo osvojili Normani. Ragusa je bila izbrana za okrožni sedež, njen prvi grof pa je bil Geoffrey, sin grofa Rogerija I..
Nato je zgodovina Raguse sledila dogodkom v Kraljevini Siciliji, ki je nastala v prvi polovici 12. stoletja. Družinski fevd Chiaramonte je ostal glavno mesto okrožja, potem ko je bil leta 1296 združena z Modico, status, ki pa ga je izgubila v 15. stoletju po ljudskem uporu.
Leta 1693 je Raguso opustošil močan potres, v katerem je umrlo okoli 5000 prebivalcev. Po katastrofi je bilo mesto v glavnem obnovljeno in v njem so ostale številne baročne stavbe iz tistega časa. Večina prebivalstva se je preselila v novo naselje v nekdanji četrti Patro. Nova občina se je imenovala Ragusa Superiore (Zgornja Ragusa) in starodavno mesto Ragusa Inferiore (Spodnja Ragusa). Obe mesti sta bili ločeni vse do leta 1926, ko so jih bili 1927 združili v novo deželno prestolnico namesto Modice, ki je bila (nekdanje) glavno mesto od 1296 ter najbolj naseljeno in najpomembnejše mesto v regiji.
Leta 1838 so odkrili nahajališče asfalta, ki se še vedno obdeluje.
Leta 1848 se je skupaj z mesti Modica in Scicli uprla burbonski vladi, da bi dobili otoško svobodo in neodvisnost. Leta 1860 so Garibaldiju, ki je ravno pristal v Marsali, takoj poslali oborožene prostovoljce. Pod vodstvom senatorja Corrada Arezza de Spuches di Donnafugata je postala del Kraljevine Italije. Leta 1889 je bila ustanovljena Banca Popolare Cooperativa di Ragusa, prvi zarodek sedanje Banca Agricola Popolare di Ragusa. Banka je uspevala zahvaljujoč ogromnemu bogastvu in uspešnemu kmetijstvu, ki je pripadalo zdaj nekdanji grofiji in je takoj postala pomembna referenčna točka za celotno gospodarstvo Ible.
V začetku 20. stoletja so se po mnenju mnogih fašističnih zgodovinarjev socialistične ideje na območju Raguse še posebej močno širile v primerjavi z ostalim delom regije. Ragusa je bila opisana kot fevd rdečih, tako kot Bologna. Močna politična dialektika je povzročila, da se je Ragusa vsilila fašizmu, kar je sprožilo silovit odziv, podoben tistemu v Padski nižini. 29. januarja 1921 je skupina fašistov uničila socialistični krog Vittoria, ubila enega človeka in ranila štiri druge. Dva meseca kasneje so v Ragusi ubili štiri ljudi, šestdeset pa jih je bilo ranjenih. Glavni promotor fašistične ideologije v Ragusi je bil Totò Giurato, dedek televizijske voditeljice Luce Giurato.
Med drugo svetovno vojno je bila Ragusa eno izmed mnogih sicilskih mest, v katerih je bil fašistični režim Benita Mussolinija globoko nepriljubljen. Vzroki so bili neposredni protisicilski rasizem fašističnega režima, ki je bil osrednjega pomena za ideologijo režima, in protimafijska kampanja, ki jo je vodil fašistični prefekt Cesare Mori, ki je bila tako surova in drakonska, da je uspela odgnati? ogromen delež sicilskega prebivalstva. Fašistična uprava na Siciliji je bila tudi večinoma nesposobna in brezbrižna do lokalnega prebivalstva. Ko je zmanjkovalo hrane in je moral režim začeti varčevati, je bila Sicilija zadnja, ki je prejela pomoč. Hrano, pridelano na Siciliji (zlasti pšenico in sadje), ki so izvažali v severno Italijo, čeprav je bilo pomanjkanje glavni problem na Siciliji. Policisti s Sicilije so bili zamenjani s policisti iz severne Italije, saj je režim menil, da so bili bolj zvesti svojim lokalnim skupnostim kakor Mussoliniju, tisti iz Severa pa so bili preslabo plačani, zaradi česar so hitro postali korumpirani in brezbrižni in so pogosto prezirljivo gledali na sicilsko prebivalstvo. Ko se je začela kombinirana britanska in ameriška vojaška operacija za napad na Sicilijo (Zavezniška invazija na Sicilijo), se je prebivalstvo Raguse globoko zamerilo Mussoliniju in njegovemu režimu. Britanske sile so pristale na obali južno in vzhodno od Raguse, ameriške pa  jugozahodno od Raguze, v zalivu Gela. Obe skupini sta se povezali v več mestih na obeh lokacijah, tudi v Ragusi. Majhen odred fašističnih vojakov v Ragusi je pobegnil brez spopadov, medtem ko so se približale britanske in ameriške sile. Lokalno prebivalstvo je britanske in ameriške vojake sprejelo z »nebrzdanim navdušenjem«.
6. maja 1950 je bila Ragusa z redno papeško bulo povzdignjena v škofijo zaradi modre in stalne zavzetosti msgr. Carmelo Canzonieri, župnika svetega Janeza Krstnika, ki je kasneje postal pomožni škof v Messini in nato v Caltagironeu. To je ozemlje prevzela nadškofija Siracuse in škofija Noto.
Ragusa je danes dinamično in bogato mesto in dom številnim podjetjem. Prav tako je najpomembnejši finančni pol juga zaradi BAPR, ki je četrta italijanska priljubljena banka.
Od 1990-ih se gospodarstvo Raguse razvija v smeri industrijskega sektorja, ki v nasprotju s stanjem v Italiji še vedno hitro raste. Pomanjkljiva infrastruktura je omejila velik potencial tega ozemlja, vendar ostaja najpomembnejše izvozno območje Sicilije.

## Geografija
Ragusa je mesto na hribu, pod pogorjem Monte Iblei ali Hiblejske gore in je v bila zgodovinsko razdeljena na Ragusa Ibla in Ragusa Superiore. Občina meji na Chiaramonte Gulfi, Comiso, Giarratana, Modica, Monterosso Almo, Rosolini (SR), Santa Croce Camerina, Scicli in Vittoria.[Ragusa on OpenStreetMap Pripadata ji tudi zaselka Marina di Ragusa, ki je ob morju in San Giacomo Bellocozzo.

## Znamenitosti
Mesto ima dva ločena predela, spodnje in starejše mesto Ragusa Ibla ter višje Ragusa Superiore (Zgornje mesto). Obe polovici ločuje Valle dei Ponti, globoka grapa, ki jo prečkajo štirje mostovi, med katerimi je najpomembnejši Ponte dei Cappuccini iz 18. stoletja.

### Zgornje mesto
Stolnica sv. Janeza Krstnika v Ragusi (San Giovanni Battista), je največja atrakcija v mestu Ragusa Superiore. Cerkev je bila prvotno v zahodnem delu antične Raguze, pod obzidjem srednjeveškega gradu, kjer je danes majhna cerkev sv. Agneze. Na tem mestu so po potresu leta 1693 hitro zgradili manjšo stavbo, ki pa se je kmalu izkazala za neustrezno. Sedanja zgradba je bila zgrajena med letoma 1718 in 1778 s fasado v značilnem južno-sicilskem baročnem slogu, s tremi portali in skulpturami, ki predstavljajo Madono, sv. Janeza Krstnika in sv. Janeza Evangelista. Zgornji steber imata dve uri, ki prikazujeta čas v italijanskem oziroma francoskem slogu. V baročnem slogu je tudi visok zvonik na levi strani.
Okrašena baročna notranjost ima tloris latinskega križa z glavno in dvema stranskima ladjama, ločenima s tremi z zlatom okrašenimi kolonadami. Napisi, ki prikazujejo biblijske verze, ki se nanašajo na sv. Janeza Krstnika so nad vsakim stebrom. Kupola je bila zgrajena leta 1783, v 20. stoletju pa prekrita z bakrenimi ploščami. Stranske kapele, za katere so značilni oltarji, okrašeni z barvnimi marmorji, so iz 19. stoletja.
Omeniti velja tudi Hiblejski arheološki muzej z različnimi oddelki, posvečenimi arheološkim najdbam od prazgodovine do pozne rimske dobe.

### Ragusa Ibla
Ragusa Ibla je dom številnih baročnih arhitektur, vključno z nekaj osupljivimi palačami in cerkvami.
Stolnico svetega Jurija je leta 1738 začel graditi arhitekt Rosario Gagliardi, namesto templja, ki ga je uničil potres leta 1693 in katerega edino lego v mestu je še vedno mogoče videti v catalansko-gotskem slogu. Zgrajena je bila med letoma 1739–1775. Do cerkve vodi veliko stopnišče, fasada je okrašena z masivnimi okrašenimi stebri, kipi svetnikov in okrašenimi portali. Notranjost ima tloris latinskega križa, z glavno in dvema stranskima ladjama, ki se končajo s polkrožnimi apsidami. Na vrhu je velika neoklasicistična kupola, zgrajena leta 1820. Zakladnica vsebuje srebrne predmete.
Na ozki vijugasti ulici, ki povezuje Ragusa Ibla z Ragusa Superiore, leži cerkev Santa Maria delle Scale ('Sveta Marija po stopnicah', zgrajena med 15. in 16. stoletjem). Ta cerkev je še posebej zanimiva: hudo poškodovana v potresu leta 1693 je bila polovica te cerkve obnovljena v baročnem slogu, medtem ko je bila ohranjena polovica ohranjena v prvotnem gotskem slogu (vključno s tremi portali v catalanskem slogu v desni stranski ladji). Zadnja kapela slednje ima renesančni portal. Kapelice krasijo platna sicilskih slikarjev 18. stoletja.
Tu so še:
- Cerkev Duš v vicah (Chiesa del Purgatorio) ima baročni portal.
- Cerkev Santa Maria dell'Itria, ki so jo v 17. stoletju zgradili malteški vitezi, ima kampanile s keramiko iz Caltagironeja in platno, pripisano Mattia Pretiju.
- San Filippo Neri

Manjša je cerkev sv. Jožefa z eliptično notranjostjo, v kateri je kip iz 17. stoletja.
Cerkev Sant'Antonino je primer normanske arhitekture, za katero je značilen gotski portal, medtem ko se cerkev Immacolata ponaša s čudovitim portalom iz 14. stoletja.
San Giorgio Vecchio se ponaša s fasado z opaznim gotsko-catalanskim portalom, z visoko luneto, ki prikazuje sv. Jurija, ki ubija zmaja in aragonskimi orli.
Vrtovi Hyblean ponujajo dober pogled na tri cerkve Cappuccini Vecchi, sv. Jakoba (14. stoletje) in San Domenico.
Palača Zacco, baročna stavba, ima korintske stebre, ki podpirajo balkone iz kovanega železa, kariatide in groteske.

## Galerija
- Stolnica sv. Jurija v Ragusa Ibla.
- Cerkev Duš v vicah, ena baročnih zgradb, zgrajenih po potresu leta 1693.
- Dekorativna baročna fasada cerkve San Giuseppe v mestu Ragusa Ibla.
- Stolnica San Giorgio v Ragusa Ibla.
- Notranjost sv. Jurija.

## Pobratena mesta
Ragusa je pobratena z:
- Dubrovnik, Hrvaška (njegovo staro ime je bilo Ragusa)
- Mosta, Malta
- Rădăuți, Romania
- Termoli, Italija

## V popularni kulturi
Velik del snemanja serije ‘’Inspector Montalbano’’ poteka v Ragusi, kar je v zadnjih letih prispevalo k dvigu turizma.